# Isla de Vukovar
La isla del Vukovar (en serbio: Вуковарска ада; en croata: Vukovarska ada) es una isla disputada por Serbia y Croacia en el Danubio, en el lugar donde este río limita con Voivodina, la provincia norteña de Serbia. Se sitúa cerca de la ciudad Vukovar, en la ribera croata del río. Durante la existencia de la República Federal de Yugoslavia esta isla fue parte de Croacia. En 1992 Croacia se declaró independiente aunque el ejército de Yugoslavia mantuvo ocupada la isla y luego se ha mantenido la ocupación serbia hasta el presente. Por la decisión del Comité de Arbitraje de Badinter los representantes de las repúblicas croata y serbia iniciaron un principio de acuerdo por el cual la isla del Vukovar se convertiría en territorio croata bajo ocupación serbia.
En 1998 mediante un acuerdo pacífico Serbia dejó la Baranja y la Eslavonia Oriental a Croacia, aunque la isla de Šarengrad permaneció ocupada militarmente por Serbia. Bajo ocupación militar serbia también permanecieron algunas otras islas croatas en el banco izquierdo de Danubio.

En el 2004 Serbia retiró a su ejército de la isla. Pero todavía, está la presencia de la policía de Serbia en ese territorio. Los croatas no pueden acercarse a sus posesiones en esa isla.